# إيزابيلا ديستي
إيزابيلا ديستي (19 مايو عام 1474 - 13 فبراير عام 1539) هي مركيزة مانتوفا وإحدى أبرز الشخصيات النسائية خلال عصر النهضة الإيطالية على الصعيدين الثقافي والسياسي. كانت راعيةً للفنون بالإضافة إلى كونها رائدة في مجال الموضة إذ كانت العديد من النساء تقلد أسلوبها المبتكر في اللباس. أطلق عليها الشاعر أريوستو لقب «إيزابيلا الليبرالية ورحبة الصدر»، في حين وصفها الكاتب ماتيو بانديلو بكونها «سامية بين النساء». وذهب الدبلوماسي نيكولو دا كوريجو إلى حد تلقيبها بـ«سيدة العالم الأولى».
تولت إيزابيلا وصاية عرش مانتوفا خلال فترة غياب زوجها فرانشيسكو الثاني غونزاغا عن سدة الحكم وخلال فترة صبا ابنها فيديريكو. كانت كاتبة رسائل غزيرة الإنتاج وظلت مواظبةً على مراسلة زوجة أخيها إليزابيتا غونزاغا. ترعرعت إيزابيلا في كنف عائلة مثقفة في حاضرة فيرارا. ونالت تعليمًا كلاسيكيًا حسنًا، وقابلت في طفولتها العديد من الباحثين والفنانين الإنسانيين الشهيرين. كانت حياتها موثقةً للغاية بحكم الكم الهائل من المراسلات المسهبة بين إيزابيلا وعائلتها وأصدقائها.

## نشأتها
ولدت إيزابيلا يوم الثلاثاء في تمام الساعة التاسعة مساءً الموافق لـ19 مايو عام 1474. كتبت والدة إيزابيلا رسالة وجهتها إلى صديقتها باربرا غونزاغا تصف فيها تفاصيل ولادة إيزابيلا في فيرارا لدوق فيرارا إيركولي الأول ديستي وإليانور من نابولي. كانت إليانور سليلة ملك نابولي الأراغوني فرديناندو الأول وإيزابيلا من كليرمون.
ولدت شقيقتها بياترس بعد سنة في يوم 29 يونيو عام 1475، وأصبح لديها شقيقين وهما ألفونسو الذي ولد في عام 1476 وفيرانتي المولود في عام 1477. وغدا عندها شقيقين آخرين وهما إيبوليتو الذي ولد في عام 1479 وسيجيزموندو المولود في عام 1480. اعتُبرت إيزابيلا الطفلة المفضلة بين جميع أخواتها.
كانت إيزابيلا من بين أطفال العائلة الذين سافروا إلى مدينة نابولي بصحبة والدتهم في السنة التي توفي فيها شقيقهم فيرانتي. رافقت إيزابيلا والدتها حين عادت الأخيرة إلى فيرارا، في حين ظل الطفلين الآخرين في نابولي لسنوات عدة. إذ تُبنيت بياترس من قبل جدها وتُرك شقيقها الصغير فيرانتي تحت وصاية عمه ألفونسو.

## التعليم
كثيرًا ما كانت إيزابيلا تناقش الأعمال الكلاسيكية وشؤون الدولة مع السفراء بحكم نباغتها البارزة. وعلاوةً على ذلك، كانت على علاقة شخصية مع مجموعة من الرسامين والموسيقيين والكتاب والباحثين ممن عاشوا في كنف البلاط الملكي أو في جواره. وكانت قادرة على سرد قصائد فيرجيل وترنتيوس عن ظهر قلب، وذلك بالإضافة إلى معرفتها بالتاريخ واللغات. كذلك كانت إيزابيلا مغنيةً وموسيقيةً موهوبةً وتعلمت العزف على العود تحت إشراف جيوفاني أنجيلو تيستاغروسا. وفضلًا عن جميع هذه الإنجازات الباهرة، كانت إيزابيلا ماهرة أيضًا في ابتداع رقصات جديدة إذ تعلمت فن الرقص على يد أمبروجيو وهو محترف رقص يهودي.

## الخطوبة والزواج
عُقدت خطوبة إيزابيلا على وريث مركيز مانتوفا فرانشيسكو (الأكبر منها بثماني سنوات) حين كانت تبلغ ستة أعوام في سنة 1480. طلب دوق ميلانو يدها للزواج من ابنه لودوفيكو بعد أسبوعين من ذلك. وبدلًا من هذا، عُقدت خطوبة شقيقتها بياترس على لودوفيكو لتصبح دوقة ميلانو. بلغت قيمة مهرها ما يناهز الـ25 ألف دوقت. ورغم أن فرانشيسكو لم يكن وسيمًا غير أن إيزابيلا أعجبت به لقوته وجسارته. وكذلك عدته سيدًا نبيلًا. واكتشفت بعد لقاءاتهم القليلة الأولى أنها كانت تستمتع برفقته وقضت السنوات القليلة اللاحقة وهي تتعرف عليه وتتهيأ لتقلد لقب مركيزة مانتوفا. احتفظت إيزابيلا بجميع الرسائل والقصائد والسوناتات التي بعثها فرانشيسكو إليها كهدايا خلال الفترة التي تغزلا فيها ببعضهما البعض.
تزوجت إيزابيلا من فرانشيسكو زواجًا توكيليًا حين كانت في الخامسة عشر من العمر، وذلك بعد عشر سنوات لاحقة في يوم 11 فبراير عام 1490. كان فرانشيسكو حينها قد تقلد لقب المركيز. وكان أيضًا نقيبًا عامًا لجيوش جمهورية البندقية بالإضافة إلى كونه مركيزًا. غدت إيزابيلا زوجته وتقلدت لقب مركيزة وسط انهمارٍ مبهر للهتافات الشعبية، وأتبع ذلك إقامة احتفال كبير في يوم 15 فبراير. أحضرت إيزابيلا كحصتها من المهر مبلغًا قدره 3000 دوقت، بالإضافة إلى مجموعة من المجوهرات والأطباق الثمينة وتجهيزات خاصة بخدمة المائدة الفضية. امتطت إيزابيلا حصانًا مجللًا بالذهب والجواهر النفيسة وتجولت فيه عبر الشوارع الرئيسية لمدينة فيرارا قبل إقامة وليمة احتفالية مهيبة عقب حفل الزواج.

### العلاقات مع ميلانو
ذهبت إيزابيلا في عام 1491 إلى بريستشلو برفقة حاشية صغيرة ومن هناك توجهت إلى بافيا لمرافقة أختها بياتريس التي تزوجت من لودوفيكو إل مورو. رأت في هذه المناسبة غالياتسو سانسيفيرينو الذي كانت تعرفه حين كان طفلًا في فيرارا، والذي تبادلت معه قدرًا غفيرًا من الرسائل التي تخللتها روح الدعابة من حينٍ لآخر. ومع ذلك يجدر القول بأن هوية مرسل هذه الرسائل ليست مؤكدة، ويمكن أن تكون عائدة إلى كونت بوستو أرسيزيو غالياتسو فيسكونتي (الذي يملك اسمًا متجانسًا) وهو أحد رجال البلاط المقربين للدوقات.
سرعان ما اندلع خلاف دام لأشهر بين الطرفين حول من كان أفضل فارس من فرسان بالادين: أورلاندو أم رينالدو. دعم غالياتسو الفارس الأول، في حين دعمت الشقيقتين ديستي الفارس الثاني. سرعان ما تمكن غالياتسو الذي كان معجبًا بشدة بأورلاندو، من إقناع الاثنتين بدعمه، ولكن عدلت إيزابيلا عن رأيها مجددًا ودعمت رينالدو بعد عودتها إلى مانتوفا حتى أن غالياتسو استذكر الأمر قائلًا: «أنا وحدي كنت كافيًا لأجعلها تعدل عن رأيها وتصرخ رونالدو! رونالدو!»، ودعاها إلى اتباع أختها بياترس في هذا وأقسم على تغيير رأيها مرةً ثانيةً بمجرد الاجتماع بها مجددًا. أجابت إيزابيلا مازحةً بأنها ستحضر معها ضفدعًا حتى تضايقه، ودام هذا الخلاف بين الاثنين لمدةٍ طويلة.
راسل غالياتسو إيزابيلا متحدثًا معها حول ضروب الترفيه الذي كان يمارسها مع بياترس كاتبًا لها في يوم 11 فبراير: «سأسعى أيضًا للتحسن حتى أشعرها بمزيد من المتعة عندما آتي لأجلها خلال هذا الصيف» وعبّر عن أسفه لغياب «رفقته الأخاذة». كان وجود إيزابيلا في ميلانو مرغوبًا بشدة في واقع الأمر، ولم يقتصر محبيها على غالياتسو بل اشتمل أيضًا على كل من أختها بياترس وزوج أختها لودوفيكو وغيرهم من أعضاء حاشية البلاط. ومع ذلك تمكنت الماركيزة من الذهاب إلى هناك عدة مرات رغم أن زوجها فرانشيسكو كان متحفظًا حيال إرسالها للمدينة التي اعتبر أن البلاط فيها كان حافلًا بـ«الجنون»، وكذلك ربما بدافع غيرته من لودوفيكو.
بالرغم من المودة القائمة بين الشقيقتين غير أن إيزابيلا بدأت تشعر بالحسد من بياترس لتوفقها بزيجةٍ ميمونةٍ وثروات طائلة فضلًا عن إنجابها طفلين في صحةٍ سليمة بعد ذلك بفترة وجيزة، في حين بدا أنها لم تكن قادرة على الإنجاب وهو ما أثار قلق أمها إليانورا التي ما برحت في مراسلاتهما تحضها على البقاء قريبة من زوجها قدر الإمكان.

## السنوات اللاحقة والوفاة
غادرت إيزابيلا روما في ضوء استقرار الوضع فيها بعد تعرضها للنهب وعادت إلى مانتوفا، التي عملت على جعلها مركزًا ثقافيًا وافتتحت فيها مدرسةً للبنات وحولت شققها الدوقية إلى متحف يحتوي على أرفع الكنوز الفنية. بيد أن هذا لم يكن كفيلًا بإرضاء إيزابيلا التي كانت حينها في منتصف الستينيات من العمر، ولذلك عادت إلى الحياة السياسية وحكمت سولارولو الواقعة ضمن منطقة رومانيا حتى وفاتها يوم 13 فبراير عام 1539. دفنت إيزابيلا إلى جانب زوجها في كنيسة سان فرانشيسكو بمانتوفا.